# تینک (منطقه برکلو)
تینک (منطقه برکلو) (به چکی: Týnec (Břeclav District)) یک منطقهٔ مسکونی در جمهوری چک است که در Břeclav District واقع شده‌است.

## خصوصیات
تینک ۱۱٫۵۷ کیلومترمربع مساحت و ۱٬۰۷۸ نفر جمعیت دارد و ۱۷۳ متر بالاتر از سطح دریا واقع شده‌است.